# Station Escaudœuvres
Station Escaudœuvres is een spoorwegstation in de Franse gemeente Escaudœuvres.